# همة (فريدون شهر)
همة (بالفارسية: همه) هي قرية تقع في قسم بشتكوة موغوئي الريفي في إيران. يقدر عدد سكانها بـ 99 نسمة بحسب إحصاء 2016.